# Papa Legba

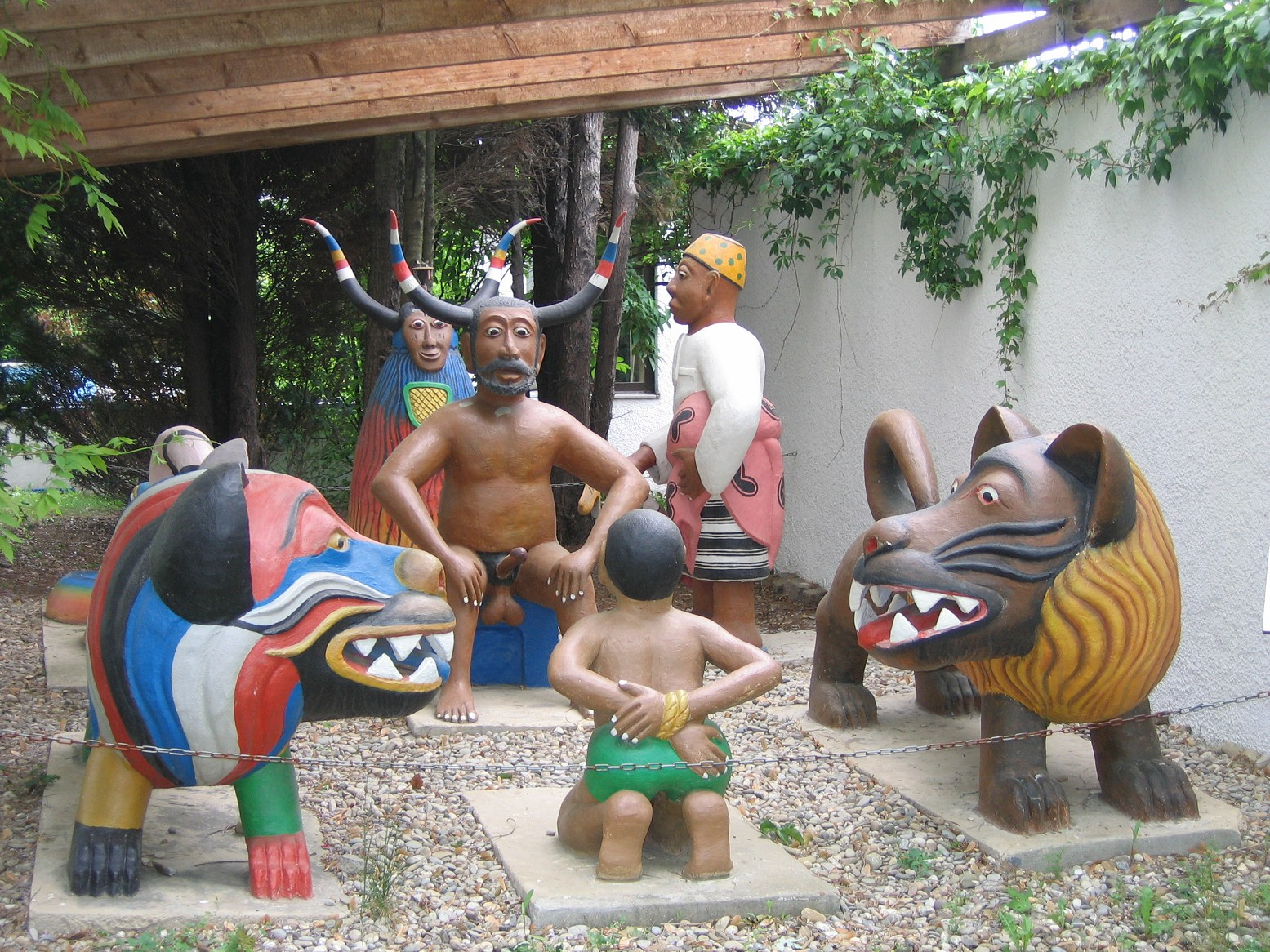
Papa Legba met een zondaar. Achter hem is Zangbeto te zien.

Papa Legba is een mannelijke godheid uit de Caraïbische vodou. Hij wordt vooral aanbeden in Haïti.
Hij treedt op als medium tussen de mensheid en de Loa, de spirituele wereld. Als tijdens een seance van zijn diensten gebruik wordt gemaakt, dan wordt hij altijd aan het begin én aan het eind aanbeden. Hij is immers degene die de deur naar het hiernamaals opent en deze ook weer sluit.
Papa Legba wordt meestal afgebeeld met hoornen en een erectie.

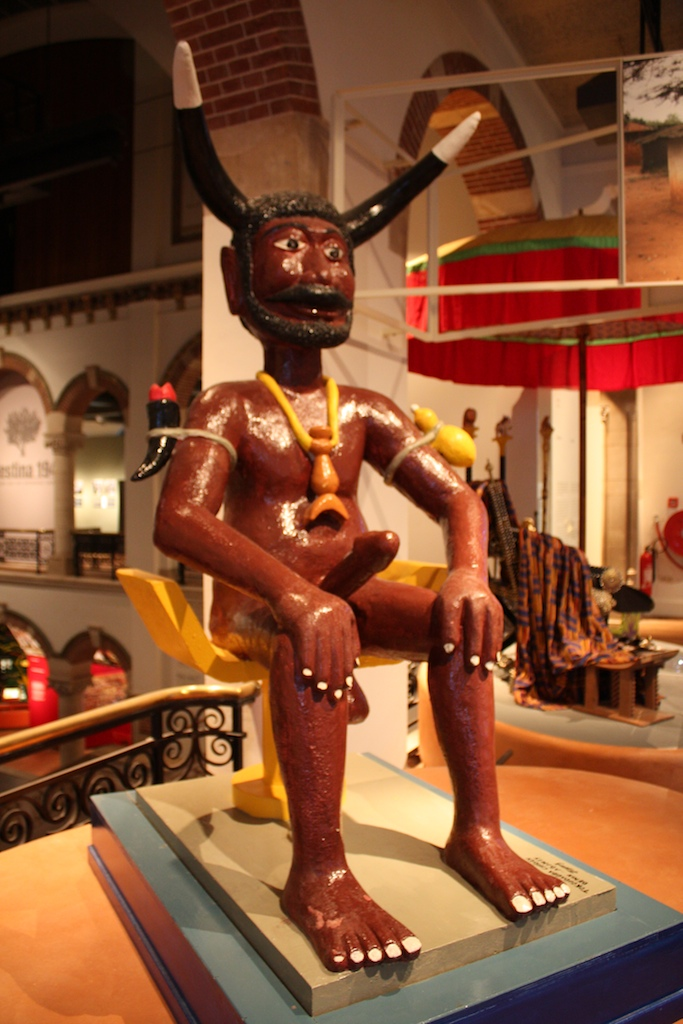
Legba in het Tropenmuseum